# 广安门内站
广安门内站是一个位于中国北京市西城区广安门内街道与牛街街道交界广安门内大街与白广路交叉口，属于北京地铁7号线的地铁车站。2014年12月28日随7号线开通一同投入使用。

## 位置
车站位于广安门内大街（两广路，东西向）与白广路（由路口向南）交汇处，呈东西走向布置。

## 结构

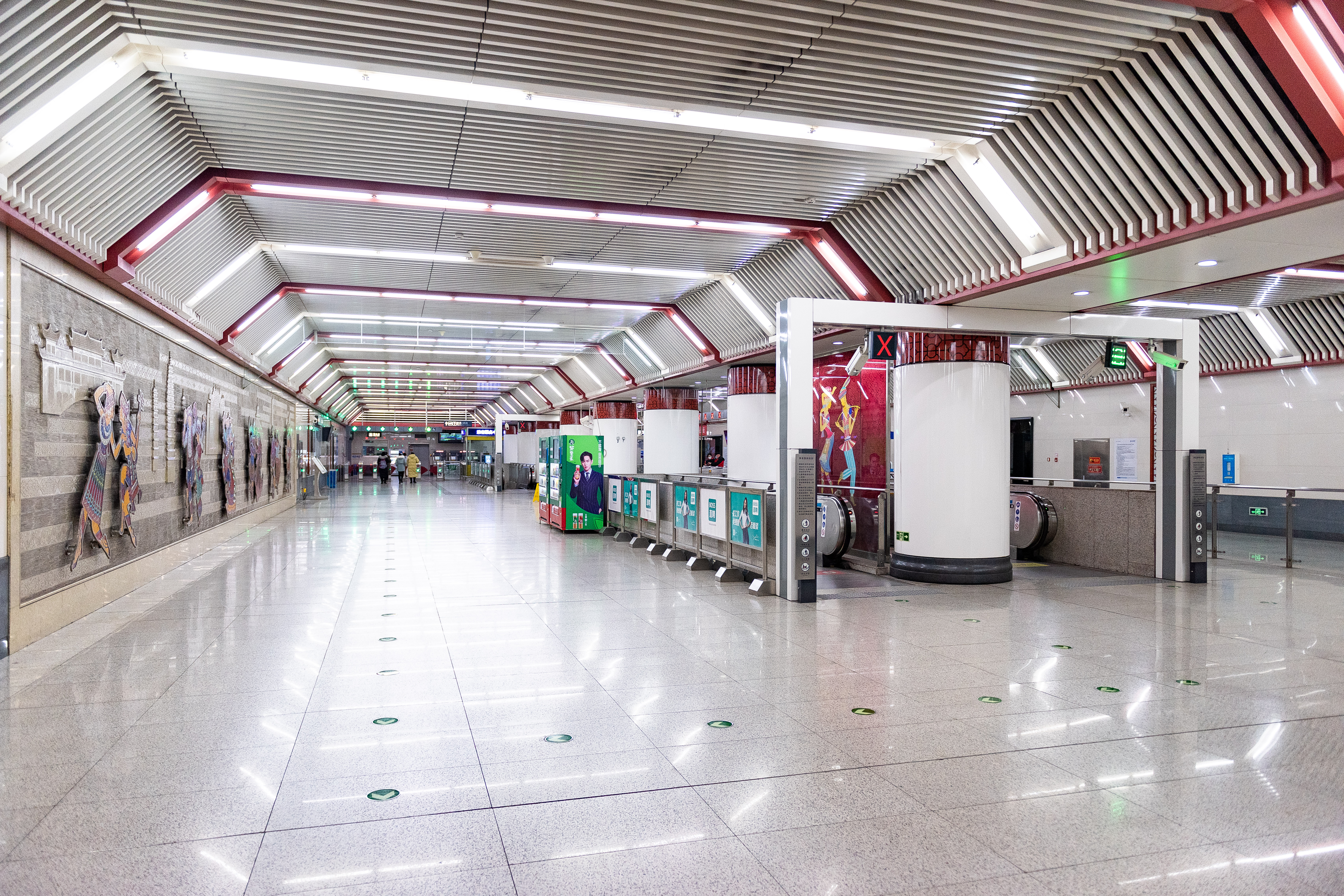
车站大堂（2021年1月摄）

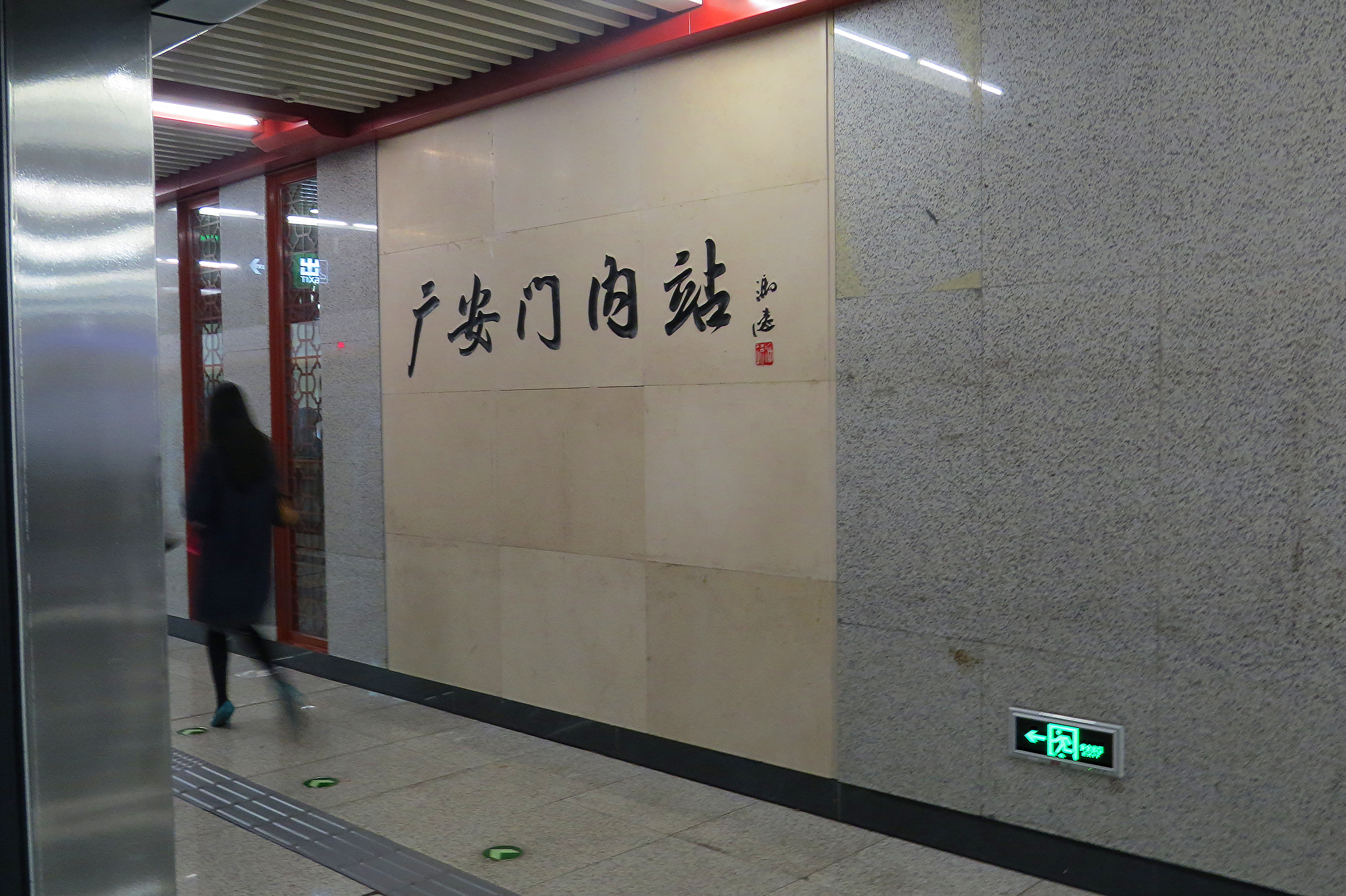
广安门内站（北京西站方向）的站名书法字（2015年11月摄）

广安门内站为地下二层车站，岛式站台设计。车站采用暗挖法施工，深度达20余米，站厅内设有壁画《和谐共荣》。
| 地面层          | 街道                          | A-C出入口                        |
| 地下一层 站厅层 | 站厅                          | 客务中心、自动售票机、进出站闸机 |
| 地下二层 站台层 |                               | █ 7号线往北京西站（达官营）      |
| 地下二层 站台层 | 岛式站台，左側開门            |                                  |
| 地下二层 站台层 | █ 7号线往环球度假区（菜市口） |                                  |

## 出入口
广安门内站现有3个出入口，分别是A（西北）、B（东北）、C（东南），其中C口直梯通往站厅西南侧。
|                           |      |                                |      |                |
| 编号                      | 指示 | 建议前往的目的地               | 图片 | 无障碍设施图片 |
| 出口 · A                  |      | 信息大厦、广安门中医院         |      | 不適用         |
| 出口 · B · 升降机标志     |      | 报国寺、宣武医院               |      |                |
| 出口 · C · 2 · 升降机标志 |      | 北京市残疾人活动中心、菜百商场 |      |                |
| 註： 設有                 |      |                                |      |                |

## 与19号线牛街站的虚拟换乘
2022年7月30日起，北京地铁“虚拟换乘”票价优惠服务正式上线试运行。乘客在广安门内站与19号线牛街站间，于30分钟内出站换乘可享连续计费优惠。

## 未来发展
规划中的25号线三期工程将设广安门内站。25号线车站站位距离7号线较远，目前尚未确定是否建设两条线之间的换乘通道或虚拟出闸换乘。